# Patinatge artístic als Jocs Olímpics d'hivern de 1998 - Individual masculí
Als Jocs Olímpics d'Hivern de 1998 celebrats a la ciutat de Nagano (Japó) es disputà una prova de patinatge artístic sobre gel en categoria masculina que formà part del programa oficial dels Jocs.
La competició se celebrà entre els dies 12 i 14 de febrer de 1998 a les instal·lacions del The White Ring.

## Comitès participants
Hi participaren un total de 29 patindors de 24 comitès nacionals diferents.
| - Austràlia (1) - Azerbaidjan (1) - Bulgària (1) - Canadà (2) - Corea del Sud (1) - Dinamarca (1) |  | - Eslovàquia (1) - Estats Units (2) - Estònia (1) - França (1) - Hongria (1) - Israel (1) |  | - Itàlia (1) - Japó (2) - Kazakhstan (1) - Luxemburg (1) - Regne Unit (1) - Romania (1) |  | - Rússia (1) - Suïssa (1) - Ucraïna (1) - Uzbekistan (1) - R.P. de la Xina (1) - Xina Taipei (1) |

## Resum de medalles
| Or         | Argent       | Bronze             |
| Ilia Kulik | Elvis Stojko | Philippe Candeloro |

## Resultats
| Posició                           | Nom                    | CON             | PC | PL | Pts. |
| --------------------------------- | ---------------------- | --------------- | -- | -- | ---- |
| 1                                 | Ilia Kulik             | Rússia          | 1  | 1  | 1.5  |
| 2                                 | Elvis Stojko           | Canadà          | 2  | 3  | 4.0  |
| 3                                 | Philippe Candeloro     | França          | 5  | 2  | 4.5  |
| 4                                 | Todd Eldredge          | Estats Units    | 3  | 4  | 5.5  |
| 5                                 | Alexei Yagudin         | Rússia          | 4  | 5  | 7.0  |
| 6                                 | Steven Cousins         | Regne Unit      | 6  | 7  | 10.0 |
| 7                                 | Michael Weiss          | Estats Units    | 11 | 6  | 11.5 |
| 8                                 | Zhengxin Guo           | R.P. de la Xina | 10 | 9  | 14.0 |
| 9                                 | Michael Tyllesen       | Dinamarca       | 9  | 11 | 15.5 |
| 10                                | Viacheslav Zagorodniuk | Ucraïna         | 16 | 8  | 16.0 |
| 11                                | Ivan Dinev             | Bulgària        | 7  | 14 | 17.5 |
| 12                                | Jeff Langdon           | Canadà          | 17 | 10 | 18.5 |
| 13                                | Szabolcs Vidrai        | Hongria         | 12 | 13 | 19.0 |
| 14                                | Dmitry Dmitrenko       | Ucraïna         | 8  | 16 | 20.0 |
| 15                                | Takeshi Honda          | Japó            | 18 | 12 | 21.0 |
| 16                                | Igor Pashkevitch       | Azerbaidjan     | 13 | 15 | 21.5 |
| 17                                | Yamato Tamura          | Japó            | 15 | 17 | 24.5 |
| 18                                | Michael Shmerkin       | Israel          | 14 | 18 | 25.0 |
| 19                                | Roman Skorniakov       | Uzbekistan      | 20 | 19 | 29.0 |
| 20                                | Margus Hernits         | Estònia         | 19 | 20 | 29.5 |
| 21                                | Cornel Gheorghe        | Romania         | 21 | 21 | 31.5 |
| 22                                | Patrick Meier          | Suïssa          | 22 | 22 | 33.0 |
| 23                                | Gilberto Viadana       | Itàlia          | 24 | 23 | 35.0 |
| 24                                | Kyu-Hyun Lee           | Corea del Sud   | 23 | 24 | 35.5 |
| No realitzaren el programa lliure |                        |                 |    |    |      |
| 25                                | Anthony Liu            | Austràlia       | 25 |    |      |
| 26                                | Robert Kazimir         | Eslovàquia      | 26 |    |      |
| 27                                | David Liu              | Xina Taipei     | 27 |    |      |
| 28                                | Yourii Litvinov        | Kazakhstan      | 28 |    |      |
| 29                                | Patrick Schmit         | Luxemburg       | 29 |    |      |